# Teoria koloru
Teoria koloru – interdyscyplinarny dział wiedzy zajmujący się powstawaniem u człowieka wrażeń barwnych, oraz teoretycznymi i praktycznymi aspektami czynników zewnętrznych biorących udział w procesie powstawania tych wrażeń. Teorię koloru można również nazywać teorią barwy, jednak w praktyce zwykło używać się pierwszego terminu.

## Kolor a barwa
Określenie „kolor” pochodzi z łaciny – color, a „barwa”, jako przetworzenie słowa „farba”, występuje w podobnie brzmiących słowach w językach krajów sąsiednich Polsce. Aczkolwiek np. w poligrafii upowszechnia się rozróżnienie na barwę (to konkretne wrażenie wzrokowe) i kolor (np. farba o określonym kolorze, która po nałożeniu na różne podłoża może dać efekt widzenia różnej barwy). Także w malarstwie używa się rozróżnienia pojęciowego: kolor jest cechą „materii” farby, także wtedy, gdy jest ona już położona na obrazie, barwa zaś jest rozumiana jako zjawisko psychofizyczne związane ze zdolnością do widzenia.

## Kolor (barwa) jako wrażenie psychiczne
Widzenie kolorów to wyłącznie subiektywne wrażenie psychiczne powstające w mózgu człowieka (a także części zwierząt). W fizyce mamy jedynie do czynienia z pewnym zakresem promieniowania elektromagnetycznego, które do odbiorcy dociera najczęściej w postaci mieszaniny fal o różnych częstotliwościach. W szczególności - ten sam kolor obserwator może odczuwać poprzez odbiór wielu różnych kombinacji ilościowych fal o różnych częstotliwościach, i odwrotnie: ta sama mieszanina fal może u obserwatora wywołać odmienne wrażenia kolorystyczne w zależności od wielu czynników dodatkowych, takich jak np.: rodzaj oświetlenia czy obecność innych kolorów w polu widzenia.

## Barwa jako wielkość mierzalna
Konkretną barwę można zmierzyć w zastanych warunkach za pomocą odpowiednich urządzeń (np. spektrofotometrem) i przedstawić w postaci liczbowej umieszczając ją w określonej przestrzeni barw. Żaden pomiar nie jest jednak w stanie oddać subiektywnego odczucia barwy przez oko ludzkie.